# Деббі Гак
Деббі Гак (нід. Debby Haak; нар. 25 лютого 1977) — колишня нідерландська тенісистка.
Найвищу одиночну позицію світового рейтингу — 388 місце досягла 19 жовтня 1998, парну — 154 місце — 12 червня 2000 року.
Здобула 17 парних титулів туру ITF.

## Фінали ITF
| турніри $50,000 |
| турніри $25,000 |
| турніри $10,000 |

### Одиночний розряд (0–2)
| Результат | Ранг | Дата           | Турнір           | Покриття | Суперниця      | Рахунок       |
| --------- | ---- | -------------- | ---------------- | -------- | -------------- | ------------- |
| Поразка   | 1.   | 4 серпня 1996  | Катанія, Італія  | Ґрунт    | Джулія Казоні  | 6–4, 3–6, 4–6 |
| Поразка   | 2.   | 18 серпня 1996 | Ніколозі, Італія | Ґрунт    | Луціє Штефлова | 6–7, 2–6      |

### Парний розряд (17–22)
| Результат | Ранг | Дата              | Турнір                  | Покриття   | Партнерка                  | Суперниці                                  | Рахунок            |
| --------- | ---- | ----------------- | ----------------------- | ---------- | -------------------------- | ------------------------------------------ | ------------------ |
| Перемога  | 1.   | 12 червня 1995    | Боссонан, Швейцарія     | Ґрунт      | Патті ван Аккер            | Стефані Ґомпертс Генріетте ван Алдерен     | 6–7, 6–3, 7–5      |
| Поразка   | 2.   | 9 жовтня 1995     | Бургдорф, Швейцарія     | Килим (i)  | Мартіне Воссенберґ         | Яна Мацурова Ольга Виметалкова             | 1–6, 3–6           |
| Поразка   | 3.   | 16 жовтня 1995    | Лангенталь, Швейцарія   | Килим (i)  | Крістін Осмонд             | Яна Мацурова Ольга Виметалкова             | 7–5, 4–6, 3–6      |
| Перемога  | 4.   | 23 червня 1996    | Клостерс, Швейцарія     | Ґрунт      | Патті ван Аккер            | Зільке Франкль Урсула Светлік              | 6–3, 7–6           |
| Перемога  | 5.   | 24 червня 1996    | Велп, Нідерланди        | Ґрунт      | Марілле Брюенс             | Баркан Неллі Мартіне Воссенберґ            | 3–6, 6–4, 6–2      |
| Перемога  | 6.   | 7 липня 1996      | Гергюговард, Нідерланди | Ґрунт      | Марілле Брюенс             | Забіне Герке Анна Клім                     | 1–6, 6–0, 6–2      |
| Поразка   | 7    | 14 липня 1996     | Амерсфорт, Нідерланди   | Ґрунт      | Марілле Брюенс             | Хотта Томое Сандра Ольсен                  | 3–6, 4–6           |
| Поразка   | 8.   | 5 серпня 1996     | Катанія, Італія         | Ґрунт      | Франке Йостен              | Татьяна Гарбін Франческа Гвардільї         | 2–6, 5–7           |
| Поразка   | 9.   | 15 вересня 1996   | Марсель, Франція        | Ґрунт      | Аліче Канепа               | Софі Альбінус Карін Пташек                 | 7–5, 5–7, 4–6      |
| Поразка   | 10.  | 24 листопада 1996 | Ісмаїлія, Єгипет        | Ґрунт      | Ширі Бурштейн              | Теодора Недева Катарина Среботнік          | 4–6, 4–6           |
| Перемога  | 11.  | 13 липня 1997     | Амерсфорт, Нідерланди   | Ґрунт      | Ева Бес                    | Анна Клім Зузана Лешенарова                | 4–3 ret.           |
| Поразка   | 12.  | 7 вересня 1997    | Бад-Наугайм, Німеччина  | Ґрунт      | Майке Каутстал             | Анніка Ліндстедт Лусіана Масанте           | 2–6, 2–6           |
| Поразка   | 13.  | 19 квітня 1998    | Галатіна, Італія        | Ґрунт      | Сілвія Урічкова            | Роса Марія Андрес Родрігес Ноелія Серра    | 4–6, 1–6           |
| Перемога  | 14.  | 10 травня 1998    | Елваш, Португалія       | Тверде     | Роса Марія Андрес Родрігес | Маріна Ескобар Паула Ерміда                | w/o                |
| Поразка   | 15.  | 19 липня 1998     | Чивітанова, Італія      | Ґрунт      | Х'яна Гутьєррес            | Магдалена Зденовкова Яна Лубасова          | 3–6, 4–6           |
| Перемога  | 16.  | 20 вересня 1998   | Констанца, Румунія      | Ґрунт      | Йоланда Менс               | Ніно Луарсабішвілі Аліче Пірсу             | 6–3, 7–6           |
| Поразка   | 17.  | 7 листопада 1998  | Мулен, Франція          | Тверде (i) | Андреа ван ден Гурк        | Діане Асенсіо Ірода Туляганова             | 5–7, 6–2, 2–6      |
| Поразка   | 18.  | 28 лютого 1999    | Фару, Португалія        | Тверде (i) | Маріна Ескобар             | Габріела Хмелінова Ольга Виметалкова       | 2–6, 6–3, 4–6      |
| Поразка   | 19.  | 25 квітня 1999    | Барі, Італія            | Ґрунт      | Х'яна Гутьєррес            | Лотті Селен Сусанне Трік                   | 4–6, 3–6           |
| Поразка   | 20.  | 13 червня 1999    | Біль, Швейцарія         | Ґрунт      | Андреа ван ден Гурк        | Мірейлл Діттманн Наталі Діттманн           | 5–7, 6–1, 1–6      |
| Перемога  | 21.  | 21 червня 1999    | Алкмар, Нідерланди      | Ґрунт      | Штефані Гайднер            | Йоланда Менс Анаук Стерн                   | 6–4, 1–6, 6–3      |
| Перемога  | 22.  | 5 липня 1999      | Амерсфорт, Нідерланди   | Ґрунт      | Наташа Ґалауза             | Штефані Гайднер Адрієнн Хегюдюш            | 7–6(7–2), 6–4      |
| Перемога  | 23.  | 25 липня 1999     | Вальядолід, Іспанія     | Тверде     | Андреа ван ден Гурк        | Ленка Ценкова Майке Фреліх                 | 2–6, 6–3, 7–6      |
| Перемога  | 24.  | 5 вересня 1999    | Сполето, Італія         | Ґрунт      | Андреа ван ден Гурк        | Кларіса Фернандес Франческа Ск'явоне       | 6–1, 6–1           |
| Перемога  | 25.  | 30 серпня 1999    | Фано, Італія            | Ґрунт      | Андреа ван ден Гурк        | Каталін Мароші Алісія Ортуньйо             | 6–1, 6–4           |
| Перемога  | 26.  | 19 вересня 1999   | Реджо-Калабрія, Італія  | Ґрунт      | Андреа ван ден Гурк        | Аліче Канепа Татьяна Гарбін                | 6–1, 6–1           |
| Перемога  | 27.  | 31 січня 2000     | Майорка, Іспанія        | Ґрунт      | Штефані Гайднер            | Орелі Веді Марія Вольфбрандт               | 6–4, 3–6, 6–4      |
| Перемога  | 28.  | 22 квітня 2000    | Сан-Северо, Італія      | Ґрунт      | Лотті Селен                | Оана-Елена Голімбйоскі Светлана Кривенчева | 6–4, 6–3           |
| Поразка   | 29.  | 4 березня 2001    | Бендіго, Австралія      | Тверде     | Йоланда Менс               | Ліенн Бейкер Шеллі Стефенс                 | 3–6, 2–6           |
| Поразка   | 30.  | 18 березня 2001   | Беналла, Австралія      | Трава      | Йоланда Менс               | Монік Адамчак Саманта Стосур               | 3–6, 5–7           |
| Перемога  | 31.  | 1 квітня 2001     | Беналла, Австралія      | Трава      | Йоланда Менс               | Беті Секуловскі Ніколь Сьюелл              | 6–4, 6–3           |
| Поразка   | 32.  | 17 червня 2001    | Ралте, Нідерланди       | Ґрунт      | Йоланда Менс               | Milica Koprivica Анаук Стерн               | 2–6, 7–5, 6–7(2–7) |
| Поразка   | 33.  | 1 липня 2001      | Алкмар, Нідерланди      | Ґрунт      | Йоланда Менс               | Сусанне Трік Анаук Стерн                   | 4–6, 4–6           |
| Поразка   | 34.  | 26 серпня 2001    | Енсхеде, Нідерланди     | Ґрунт      | Йоланда Менс               | Наташа Ґалауза Лотті Селен                 | 0–6, 6–2, 5–7      |
| Поразка   | 35.  | 9 вересня 2001    | Денен, Франція          | Ґрунт      | Йоланда Менс               | Емілі Луа Ірина Селютіна                   | 1–6, 3–6           |
| Поразка   | 36.  | 30 червня 2002    | Рабат, Марокко          | Ґрунт      | Йоланда Менс               | Гульнара Фаттахетдінова Марія Кондратьєва  | 3–6, 5–7           |
| Поразка   | 37.  | 19 серпня 2002    | Енсхеде, Нідерланди     | Ґрунт      | Даніела Клеменшиц          | Даніела Кікс Аннетте Кольб                 | 1–6, 5–7           |
| Поразка   | 38.  | 8 грудня 2002     | Нонтхабурі, Таїланд     | Тверде     | Аманда Огастус             | Івана Абрамович Ремі Тедзука               | 2–6, 1–6           |
| Перемога  | 39.  | 2 лютого 2003     | Рокфорд, Іллінойс, США  | Тверде (i) | Седа Норландер             | Міхаела Паштікова Валентіна Сассі          | 7–5, 6–4           |

## Фінал, що не відбувся
| Результат | Ранг | Дата          | Турнір                | Покриття | Партнерка       | Суперниці                            | Рахунок |
| --------- | ---- | ------------- | --------------------- | -------- | --------------- | ------------------------------------ | ------- |
| NP        | Н/Д  | 12 липня 1998 | Амерсфорт, Нідерланди | Ґрунт    | Х'яна Гутьєррес | Іветте Бастінг Генріетте ван Алдерен | NP      |